# Moses Cleaveland
Moses Cleaveland (Canterbury, 29 gennaio 1754 – Canterbury, 16 novembre 1806) è stato un militare e politico statunitense.

## Biografia
Moses Cleaveland nasce nel Connecticut nel 1754. Laureatosi in legge all'università di Yale, inizia ad esercitare l'avvocatura, finché nel 1779 viene messo a capo di un gruppo di esploratori e minatori con il compito di accompagnarli nel loro viaggio verso l'ovest. La carriera militare gli è congeniale e viene promosso brigadiere generale nel 1796. Nel maggio di quell'anno sovrintende ad uno scambio di terre fra lo stato natale e quello che sarebbe poi diventato l'Ohio, riuscendo anche a raggiungere un accordo con gli indiani affinché i bianchi possano stabilire insediamenti nelle loro terre.
La spedizione, composta da non più di 100 uomini, parte dallo stato di New York nel giugno del 1796. Il viaggio dura circa un mese e, dopo aver superato una controversia con i nativi, i pionieri giungono nell'area che intendevano colonizzare. Cleaveland decide di fermarsi in una località sul lago Erie, dove sfocia il fiume Cuyahoga. La spedizione decide di dare all'insediamento il nome di Cleaveland, in onore dell'uomo che li aveva guidati. Il nome verrà poi leggermente cambiato in Cleveland nel 1831, secondo l’ipotesi più accreditata per far sì che entrasse nella testata del quotidiano locale . Moses Cleaveland muore nel 1806 all'età di soli 52 anni nella città di Canterbury nel Connecticut , senza più tornare in Ohio.